# Ishaq

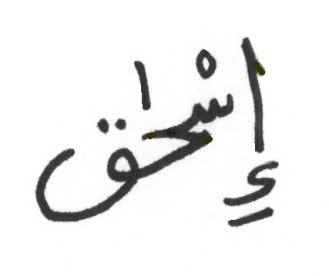
Der Name Ishaq in der klassischen Schreibweise des Koran.

Ishaq ist ein männlicher Vorname.

## Herkunft
Ishaq (arabisch إسحاق, DMG Isḥāq, auch إسحٰق, ʔisˈħaːq) ist die arabische Namensform von hebräisch Isaak. Im Koran ist Ishaq ein Prophet des Islam. Er ist wie in der Bibel der Sohn des Ibrahim (Abraham).

## Bekannte Namensträger
- Ishaq Museli (766–849), persischer Sänger, Komponist, Dichter und Musiktheoretiker
- Ishaq ibn Ali (reg. 1146–1147), Almoraviden-Herrscher

### Sohn eines Ishaq
- Ibn Ishāq (~704–767/68), arabischer Historiker
- Hunayn ibn Ishaq (808–873), christlich-arabischer Gelehrter und Übersetzer

### Vater eines Ishaq
- Abū Ishāq Ibrāhīm II. (reg. 875–902), Aghlabiden-Emir
- Abu Ishaq Shirazi (1003–1083), persischer Gelehrter
- Abu Ishaq Ibrahim I. (reg. 1279–1283), Hafsiden-Kalif
- Shaik Jamal al-Din Abu Ishaq (reg. 1343–1357), Injuiden-Emir
- Abu Ishaq Ibrahim II. al-Mustansir (reg. 1350–1369), Hafsiden-Kalif
- Sultan Abu Ishaq, (reg. 1387–1391), Muzaffariden-Emir

### Vater eines Jakob
- Abū Yaʿqūb Isḥāq b. Sulaimān al-Isrāʾīlī (* um 850; † um 940), ägyptisch-nordafrikanischer Arzt und Gelehrter; siehe Isaak ben Salomon Israeli

### Familienname
- Ghulam Ishaq Khan (1915–2006), pakistanischer Politiker und Präsident von Pakistan
- Jacques Ishaq (1938–2023), irakischer Geistlicher und Kurienbischof in Babylon
- Maryam Yahya Ibrahim Ishaq, äthiopisch-orthodoxe Christin
- Mohammad Ishaq (Cricketspieler, 1963) (* 1963), Cricketspieler der Vereinigten Arabischen Emirate
- Mohammad Ishaq (Cricketspieler, 2005) (* 2005), afghanischer Cricketspieler
- Samar Ishaq (* 1986), pakistanischer Fußballspieler
- Sara Ishaq, schottisch-jemenitische Dokumentarfilmerin